# Fuad Mebaza
Fuad al Mebaza (arap. فؤاد المبزع, Tunis, 16. lipnja 1933. – ?, 23. travnja 2025.) bio je tuniški predsjednik koji je naslijedio diktatora Ben Alija. 

## Predsjednišvo
Tijekom Tuniske revolucije, predsjednik Zine El Abidine Ben Ali napustio je Tunis 14. siječnja 2011., a na mjesto predsjednika dolazi Fuad al Mebaza. Moncef Marzouki zamijenio ga je 12. prosinca 2011. Mebaza je istog dana objavio namjeru da službeno preda predsjedničke ovlasti tijekom svečane ceremonije. Sljedeći dan, Fuad Mebaza pozdravio je Marzoukija posljednji put u predsjedničkoj palači Carthage prije nego što je automobilom krenuo u svoju osobnu rezidenciju u Tunisu. 